# Mantela modronohá
Mantela modronohá (Mantella expectata) je druh žáby patřící do čeledi mantelovití (Mantellidae) a rodu mantela (Mantella). Popsal ji Klaus Busse a Wolfgang Böhme v roce 1992.

## Výskyt
Vyskytuje se na jihozápadě Madagaskaru, především v rámci Národního parku Isalo. Ideální podmínky pro pozorování žab ve volné přírodě připadají na období od listopadu do ledna. K životu dávají mantely přednost vlhkým kaňonům a místům se sezónními vodními toky. Druh je adaptován na přítomnost požárů, které tuto oblast pravidelně postihují. Obývá nadmořskou výšku od 700 do 1 000 m n. m.

## Popis
Mantela modronohá měří 20–30 mm a její hmotnost se odhaduje na 1–3 g, přičemž samci dosahují menší velikosti než samice. Zbarvení těla dělá z této mantely prakticky nezaměnitelný druh. Žába má na bocích černé zbarvení, záda jsou zbarvena žlutě, samci mají navíc modrou skvrnu na hrdle. Břicho má zbarvení černé, s modrými znaky. Nohy mají modrou až modrošedou barvu. Pulci jsou černí. Žába je aktivní v brzkých ranních hodinách od 5 do 8 hodin, ozývá se dvojitým zakvákáním. V období rozmnožování samci kvákáním lákají samice. Snůška vajíček je, podobně jako u ostatních mantel, kladena na zem. Samice nakladou dvě až šest snůšek, každá čítá po 35 vejcích.

## Ohrožení
Mezinárodní svaz ochrany přírody hodnotí druh mantela modronohá jako ohrožený a s klesající populací, ačkoli ve vhodných stanovištích může být tato žába místy hojná. Nebezpečí představuje především ztráta přirozeného prostředí v důsledku pastevectví, požárů či těžby safírů. Kvůli svému zbarvení patří mantela modronohá zároveň mezi ceněné druhy v obchodě se zvířaty; během období dešťů může být lovena i po tisících. Druh patří do přílohy II Úmluvy o mezinárodním obchodu s ohroženými druhy volně žijících živočichů a rostlin. Pro jeho zachování je důležité omezení obchodu.